# بيشكك

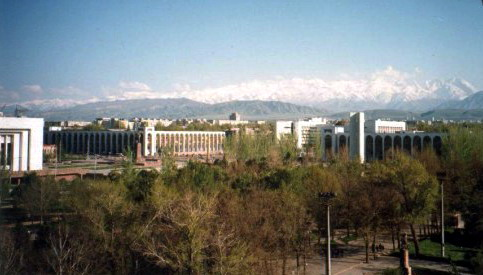
بشكيك

بيشكك (بالقرغيزية والروسية: Бишкéк)، وكانت تدعى سابقا بيشبيك وفرونزه، هي عاصمة جمهورية قرغيزستان وأكبر مدنها. بيشكيك هي أيضا المركز الإداري لمقاطعة تشوي. تحيط المحافظة بالمدينة، رغم أن المدينة نفسها ليست جزءا من الإقليم، بل وحدة على مستوى محافظة في الدولة.
وفقا لبحث أجري بعد انهيار الاتحاد السوفياتي، يعتقد أن الاسم اشتقاق من كلمة قرغيزية للممخضة التي تستخدم في صنع حليب الفرس المخمر (القمارص)، الشراب الوطني في قرغيزستان، وإن لم تتفق جميع المصادر في هذا الشأن. تأسست المدينة في عام 1825 باعتبارها حصن «بيشبيك» تابع لدولة قوقند وذلك للسيطرة على طرق القوافل المحلية وجمع الجزية من قبائل القرغيز. وفي 4 سبتمبر 1860، تم تدمير القلعة من قبل القوات الروسية التي قادها العقيد زيمرمان، بمباركة من قبائل القرغيز. وفي عام 1868 تم تأسيس مستوطنة روسية على مكان القلعة تحت اسمها الأصلي، بيشبيك. وكانت تقع ضمن الحاكمية العامة تركستان الروسية وإقليم سيميريتشي أوبلاست.
في عام 1925، تم إنشاء أوبلاست كارا قرغيز ذاتي الحكم في تركستان الروسية، وتم وضع بيشبيك لتكون العاصمة. في عام 1926، تم منح المدينة اسم فرونزه، على اسم الزعيم البلشفي العسكري ميخائيل فرونز الذي ولد هناك. وفي عام 1936، أصبحت مدينة فرونزه عاصمة الجمهورية القرغيزية السوفيتية الاشتراكية، وذلك خلال المراحل الأخيرة من ترسيم الحدود الوطنية في الاتحاد السوفيتي.
في عام 1991، غيٌر البرلمان القرغيزي اسم العاصمة إلى بيشكيك.
تقع بشكيك على ارتفاع حوالي 800 متر (2,600 قدم)، قبالة الطرف الشمالي من سلسلة جبال قرغيز ألاتو، وهي امتداد لسلسلة جبال تيان شان. ترتفع هذه الجبال 4,855 متر (15,928 قدم) عن سطح البحر وتوفر خلفية طبيعية للمدينة. إلى الشمال من المدينة، تمتد السهوب الخصبة والمتموجة حتى شمال إلى كازاخستان المجاورة، ويعبر بها نهر تشو. تتصل بيشكيك بخط سكك حديد تركستان-سيبيريا.
تم بناء المدينة على نمط شبكي، ومعظم الشوارع تحيط بها قنوات الري الضيقة على الجانبين والتي تسقي الأشجار التي توفر الظل في فصل الصيف الحار.
في خلال الحقبة السوفييتية كانت المدينة مقرا لعدد كبير من المصانع، إلا أن معظمها أُغلق أو يعمل بجزء يسير من طاقته الإنتاجية. بشكيك كانت كذلك مقرا لمركز سوفييتي رئيسي لتدريب الطيارين المقاتلين، أحد طلابه كان حسني مبارك، الذي أصبح لاحقا رئيسا لمصر.

## الجغرافيا

### التوجيه
على الرغم من أن المدينة صغيرة نسبيًا، إلا أن المنطقة المحيطة بها، يوجد بها بعض المواقع المهمة التي يرجع تاريخها إلى عصور ما قبل التاريخ. هناك أيضًا مواقع من البوذي-البوذي، فترة تأثير النسطورية، عصر خانيات آسيا الوسطى والفترة السوفيتية.
وضعت الجزء المركزي من المدينة على خطة شبكة مستطيلة. الشارع الرئيسي للمدينة هو شارع تشوي الشرقي - الغربي (Chuy Prospekti)، المسمى باسم النهر الرئيسي في المنطقة. في الحقبة السوفيتية، كان يطلق عليه لينين الجادة. على طول أو بالقرب منه العديد من المباني الحكومية والجامعات الأكثر أهمية. وتشمل هذه أكاديمية العلوم. يُعرف القسم الغربي من الشارع باسم دينج شياو بينج Avenue.
الشارع الرئيسي بين الشمال والجنوب هو Yusup Abdrakhmanov Street ، ولا يزال يشار إليه عادة باسمه القديم، شارع Sovietskaya. وتسمى الأجزاء الشمالية والجنوبية، على التوالي، شوارع Yelebesov و Baityk Batyr. توجد العديد من مراكز التسوق الرئيسية على طولها، وفي الشمال تتيح الوصول إلى Dordoy Bazaar.
يمتد شارع Erkindik ("Freedom") من الشمال إلى الجنوب، ومن محطة السكك الحديدية الرئيسية (Bishkek II) جنوب شارع Chui إلى حي المتاحف والحديقة المنحوتة شمال شارع Chui مباشرةً، ثم باتجاه الشمال نحو وزارة الشؤون الخارجية. في الماضي كان يطلق عليه اسم Dzerzhinsky Boulevard ، الذي سمي على اسم ثوري شيوعي، فليكس دزيرجينسكي، ولا يزال استمراره الشمالي يسمى Dzerzhinsky Street.
أحد الطرق الهامة بين الشرق والغرب هي Jibek Jolu ('طريق الحرير "). يمتد الموازي لشارع Chui حوالي 2 كـم (1 ميل) إلى الشمال منه، وهو جزء من الطريق الرئيسي بين الشرق والغرب من تشوي أوبلاستي. تقع محطات الحافلات الشرقية والغربية على طول Jibek Jolu.
هناك كنيسة الروم الكاثوليك تقع في ul. فاسيليفا 197 (بالقرب من رينوك بيات). إنها الكاتدرائية الكاثوليكية الوحيدة في قرغيزستان.
هناك ملعب بعد Dolon Omurzakov يقع بالقرب من مركز بيشكيك. هذا أكبر ملعب في جمهورية قرغيزستان.

### وسط المدينة
- متحف الدولة التاريخي، يقع في ميدان العلا، ساحة المدينة الرئيسية
- متحف الدولة للفنون التطبيقية، يحتوي على أمثلة من القرغيز التقليدية الحرف اليدوية
- متحف منزل فرونز
- تمثال إيفان بانفيلوف في الحديقة القريبة من البيت الأبيض.
- تمثال الفروسية ل ميخائيل فرونزي يقف في حديقة كبيرة (Boulevard Erkindik) على الجانب الآخر من محطة القطار.
- تم بناء محطة القطار في عام 1946 من قبل أسرى الحرب الألمان ونجت منذ ذلك الحين دون مزيد من التجديد أو الإصلاحات؛ معظم الذين قاموا ببنائه لقوا حتفهم ودفنوا في حفر غير معلمة بالقرب من المحطة.
- المبنى الحكومي الرئيسي، البيت الأبيض، عبارة عن كتلة رخامية ضخمة من سبعة طوابق ومقر سابق للحزب الشيوعي في قرغيز الاشتراكية السوفياتية
- في ميدان Ala Too هناك نصب استقلالي حيث يمكن مشاهدة تغيير الحراس.
- Osh bazaar ، إلى الغرب من وسط المدينة، هو سوق كبير ورائع للمنتجات
- القرغيزية الوطنية الفيلهارمونية، قاعة الحفلات الموسيقية

### الأحياء الخارجية
يعد Dordoy Bazaar ، الموجود داخل الطريق السريع الالتفافي على الطرف الشمالي الشرقي من المدينة، سوقًا لتجارة التجزئة والجملة.

### خارج المدينة
توفر سلسلة جبال قرغيز ألاو، بعضها 40 كيلومتر (25 ميل) ، خلفية رائعة للمدينة؛ تقع حديقة [Ala Archa National Park] على بعد 30 إلى 45 دقيقة فقط بالسيارة.

### المسافات
تقع بشكيك على بعد حوالي 300 كم مباشرة من المدينة الثانية في البلاد أوش. ومع ذلك، فإن أقرب مدينة كبيرة هي ألماتي من كازاخستان، التي تبعد 190 كم إلى الشرق. علاوة على ذلك، فهي تبعد 470 كم عن طشقند (أوزبكستان)، و 680 كم من دوشانبه (طاجيكستان)، وحوالي 1000 كم من آستانا (كازاخستان)، أورومتشي (الصين)، إسلام أباد (باكستان)، وكابول (أفغانستان).

### المناخ
بيشكيك لديها مناخ قاري رطب يتأثر بالبحر الأبيض المتوسط (تصنيف مناخ كوبن Dsa.)، حيث يبلغ متوسط درجة الحرارة في فصل الشتاء أقل من 0 درجة مئوية. [8] متوسط هطول الأمطار حوالي 440 ملليمتر (17 بوصة) في السنة. يتراوح متوسط درجات الحرارة اليومية المرتفعة من 3 درجات مئوية (37.4 درجة فهرنهايت) في يناير إلى حوالي 31 درجة مئوية (87.8 درجة فهرنهايت) خلال شهر يوليو. [9] تهيمن أشهر الصيف على فترات الجفاف، وتتخللها عاصفة رعدية عرضية، والتي تنتج رياح قوية وعواصف غبار نادرة. توفر الجبال الواقعة في الجنوب حدودًا طبيعية وحماية من الكثير من الأحوال الجوية المدمرة، وكذلك السلسلة الجبلية الأصغر التي تمتد من الشمال الغربي إلى الجنوب الشرقي. في أشهر الشتاء، تعد العواصف الثلجية الضبابية والضباب الكثيف المتكرر من السمات البارزة. هناك في بعض الأحيان انقلابات في درجة الحرارة، يمكن أن يستمر خلالها الضباب لعدة أيام في المرة الواحدة.

## التركيبة السكانية
بشكيك هي المدينة الأكثر كثافة سكانية في قرغيزستان. كان عدد سكانها، يقدر في عام 2019، 1,012,500. من تأسيس المدينة إلى منتصف التسعينيات، كان الروس العرقيون وغيرهم من السكان من أصل أوروبي (الأوكرانيين والألمان) يشكلون غالبية سكان المدينة. وفقًا لتعداد عام 1970، كانت الإثنية القرغيزية فقط 12.3٪، بينما كان الأوروبيون يشكلون أكثر من 80٪ من سكان فرونزي. الآن بشكيك مدينة قرغيزية في الغالب، مع حوالي 66 ٪ من سكان قرغيزستان، في حين أن الشعوب الأوروبية تشكل أقل من 20 ٪ من السكان. على الرغم من هذه الحقيقة، فإن اللغة الروسية هي اللغة الرئيسية في الوقت الذي تواصل فيه قرغيزستان خسارة قوتها وخاصة بين الأجيال الشابة.

## البيئة وعلم البيئة

### جودة الهواء
بلغت انبعاثات ملوثات الهواء في بشكيك 14400 طن في عام 2010. من بين جميع المدن في قرغيزستان، يعد مستوى تلوث الهواء في بشكيك الأعلى، ويتجاوز أحيانًا الحد الأقصى المسموح به للتركيزات بعدة مرات، لا سيما في وسط المدينة. على سبيل المثال، تركيزات الفورمالديهايد تتجاوز أحيانًا الحدود القصوى المسموح بها بعامل أربعة.
تقع مسؤولية مراقبة جودة الهواء المحيط في مدينة بيشكيك على عاتق وكالة الأرصاد الجوية الهيدرولوجية التابعة لقرغيزستان. يوجد في بيشكيك سبع محطات لمراقبة جودة الهواء، تقيس مستويات ثاني أكسيد الكبريت وأكاسيد النيتروجين والفورمالديهايد والأمونيا.

### خارطة المناخ في بيشكيك
| البيانات المناخية لـBishkek       | البيانات المناخية لـBishkek | البيانات المناخية لـBishkek | البيانات المناخية لـBishkek | البيانات المناخية لـBishkek | البيانات المناخية لـBishkek | البيانات المناخية لـBishkek | البيانات المناخية لـBishkek | البيانات المناخية لـBishkek | البيانات المناخية لـBishkek | البيانات المناخية لـBishkek | البيانات المناخية لـBishkek | البيانات المناخية لـBishkek | البيانات المناخية لـBishkek |
| الشهر                             | يناير                       | فبراير                      | مارس                        | أبريل                       | مايو                        | يونيو                       | يوليو                       | أغسطس                       | سبتمبر                      | أكتوبر                      | نوفمبر                      | ديسمبر                      | المعدل السنوي               |
| --------------------------------- | --------------------------- | --------------------------- | --------------------------- | --------------------------- | --------------------------- | --------------------------- | --------------------------- | --------------------------- | --------------------------- | --------------------------- | --------------------------- | --------------------------- | --------------------------- |
| الدرجة القصوى °م (°ف)             | 19.2 (66.6)                 | 25.3 (77.5)                 | 30.5 (86.9)                 | 34.7 (94.5)                 | 35.6 (96.1)                 | 40.9 (105.6)                | 42.8 (109.0)                | 39.7 (103.5)                | 36.8 (98.2)                 | 34.1 (93.4)                 | 27.9 (82.2)                 | 23.3 (73.9)                 | 42.8 (109.0)                |
| متوسط درجة الحرارة الكبرى °م (°ف) | 3.2 (37.8)                  | 4.9 (40.8)                  | 11.2 (52.2)                 | 18.5 (65.3)                 | 23.6 (74.5)                 | 29.0 (84.2)                 | 31.7 (89.1)                 | 30.9 (87.6)                 | 25.5 (77.9)                 | 17.8 (64.0)                 | 11.0 (51.8)                 | 5.0 (41.0)                  | 17.7 (63.9)                 |
| المتوسط اليومي °م (°ف)            | −2.6 (27.3)                 | −0.8 (30.6)                 | 5.3 (41.5)                  | 12.3 (54.1)                 | 17.4 (63.3)                 | 22.4 (72.3)                 | 24.9 (76.8)                 | 23.8 (74.8)                 | 18.5 (65.3)                 | 11.0 (51.8)                 | 4.7 (40.5)                  | −0.9 (30.4)                 | 11.3 (52.3)                 |
| متوسط درجة الحرارة الصغرى °م (°ف) | −7.1 (19.2)                 | −5.2 (22.6)                 | 0.4 (32.7)                  | 6.4 (43.5)                  | 11.1 (52.0)                 | 15.6 (60.1)                 | 17.9 (64.2)                 | 16.4 (61.5)                 | 11.3 (52.3)                 | 5.0 (41.0)                  | −0.1 (31.8)                 | −5.1 (22.8)                 | 5.6 (42.1)                  |
| أدنى درجة حرارة °م (°ف)           | −31.9 (−25.4)               | −34 (−29)                   | −21.8 (−7.2)                | −12.3 (9.9)                 | −5.5 (22.1)                 | 2.4 (36.3)                  | 7.4 (45.3)                  | 5.1 (41.2)                  | −2.8 (27.0)                 | −11.2 (11.8)                | −32.2 (−26.0)               | −29.1 (−20.4)               | −34 (−29)                   |
| الهطول مم (إنش)                   | 26 (1.0)                    | 35 (1.4)                    | 55 (2.2)                    | 67 (2.6)                    | 61 (2.4)                    | 34 (1.3)                    | 21 (0.8)                    | 13 (0.5)                    | 19 (0.7)                    | 45 (1.8)                    | 42 (1.7)                    | 35 (1.4)                    | 453 (17.8)                  |
| متوسط الأيام الممطرة              | 3                           | 5                           | 9                           | 12                          | 13                          | 10                          | 10                          | 6                           | 6                           | 8                           | 7                           | 4                           | 93                          |
| متوسط الأيام المثلجة              | 9                           | 9                           | 5                           | 2                           | 0.3                         | 0                           | 0                           | 0                           | 0                           | 1                           | 4                           | 7                           | 37                          |
| متوسط الرطوبة النسبية (%)         | 75                          | 75                          | 71                          | 63                          | 60                          | 50                          | 46                          | 45                          | 48                          | 62                          | 70                          | 75                          | 62                          |
| ساعات سطوع الشمس الشهرية          | 137                         | 128                         | 153                         | 194                         | 261                         | 306                         | 332                         | 317                         | 264                         | 196                         | 144                         | 114                         | 2٬546                       |
| المصدر #1: Pogoda.ru.net          |                             |                             |                             |                             |                             |                             |                             |                             |                             |                             |                             |                             |                             |
| المصدر #2: NOAA (sun, 1961–1990)  |                             |                             |                             |                             |                             |                             |                             |                             |                             |                             |                             |                             |                             |

## الاقتصاد
يستخدم بيشكيك عملة قرغيزستان، سوم. تتقلب قيمة سوم بشكل منتظم، ولكن بلغ متوسطها حوالي 61 سومًا لكل دولار أمريكي اعتبارًا من فبراير 2015. الاقتصاد في بيشكيك هو في المقام الأول زراعي، ويتم في بعض الأحيان مقايضة المنتجات الزراعية في المناطق النائية. تصطف شوارع بشكيك بانتظام مع البائعين المنتجين في مكان على غرار السوق. في معظم مناطق وسط المدينة، يوجد منظر حضري أكثر مع البنوك والمتاجر والأسواق ومراكز التسوق. بعد البضائع تشمل القطع الحرفية اليدوية، مثل التماثيل والمنحوتات واللوحات والعديد من المنحوتات القائمة على الطبيعة.

### الإسكان
كما هو الحال مع العديد من المدن في دول ما بعد الاتحاد السوفيتي، خضع الإسكان في بيشكيك لتغيرات واسعة منذ انهيار الاتحاد السوفيتي. في حين أن الإسكان كان يوزع في السابق على المواطنين في الحقبة السوفيتية، فقد تمت خصخصة الإسكان في بيشكيك منذ ذلك الحين.
على الرغم من أن المنازل العائلية الفردية أصبحت ببطء أكثر شعبية، إلا أن غالبية السكان يعيشون في شقق من الحقبة السوفيتية. على الرغم من أن الاقتصاد في قرغيزستان يشهد نمواً، إلا أن الزيادات في المساكن المتاحة كانت بطيئة مع القليل جدًا من البناء الجديد. نتيجة لهذا الازدهار المتزايد ونقص المساكن الرسمية الجديدة، ارتفعت الأسعار بشكل كبير - تضاعفت من عام 2001 إلى عام 2002.
أولئك غير القادرين على تحمل ارتفاع أسعار المساكن داخل بيشكيك، وخاصة المهاجرين الداخليين من القرى الريفية وبلدات المقاطعات الصغيرة غالبًا ما يضطرون إلى اللجوء إلى مستوطنات غير رسمية [ضواحي] في ضواحي المدينة. ويقدر أن هذه المستوطنات تضم 400000 شخص أو حوالي 30 في المئة من سكان بشكيك. على الرغم من أن العديد من المستوطنات كانت تفتقر إلى الضروريات الأساسية مثل الكهرباء والمياه الجارية، إلا أن الحكومة المحلية قد دفعت مؤخرًا لتوفير هذه الخدمات.

## الرياضة
بيشكيك هي موطن سبارتاك، أكبر استاد كرة قدم في قرغيزستان والوحيد الوحيد المؤهل لاستضافة المباريات الدولية. http://www.the-afc.com/en/member-association-news/central-a-south-asia-news/1924 الشركات اليابانية للشركات لتجديد استاد قرغيزستان لكرة القدم. The-afc.com (9 نوفمبر 2007). تم الاسترجاع في 11 مارس 2012.</ref> تلعب العديد من فرق كرة القدم التي تتخذ من بيشكيك مقراً لها في هذا الملعب، بما في ذلك بطل دوري قرغيزستان ست مرات نادي دوردوي بيشكك.
استضاف بيشكيك 2014 IIHF Challenge Cup of Asia - Division I.

## التعليم
تشمل المؤسسات التعليمية في بشكيك:
- APAP KR
- الجامعة الأمريكية في آسيا الوسطى
- جامعة دولة عرب قرغيزستان
- جامعة بشكيك للعلوم الإنسانية
- جامعة أتاتورك ألاتو الدولية
- جامعة قرغيزستان الدولية
- الجامعة القرغيزية الروسية السلافية
- IK. أكاديمية أخونباييف القرغيزية الطبية الحكومية
- جامعة ولاية قرغيزستان الوطنية
- الجامعة التقنية في قرغيزستان
- جامعة ولاية قرغيزستان الروسية
- جامعة مانج التركية-ماناس
- الجامعة الأوزبكية القرغيزية
- جامعة أفلاطون للإدارة والتصميم
- جامعة آسيا الوسطى

بالإضافة إلى ذلك، تخدم المدارس الدولية التالية مجتمع المغتربين في بيشكيك:
- المدرسة الأوروبية في آسيا الوسطى
- مدرسة أوكسفورد الدولية بشكيك
- QSI International Bishkek
- مدرسة طريق الحرير الدولية

## النقل

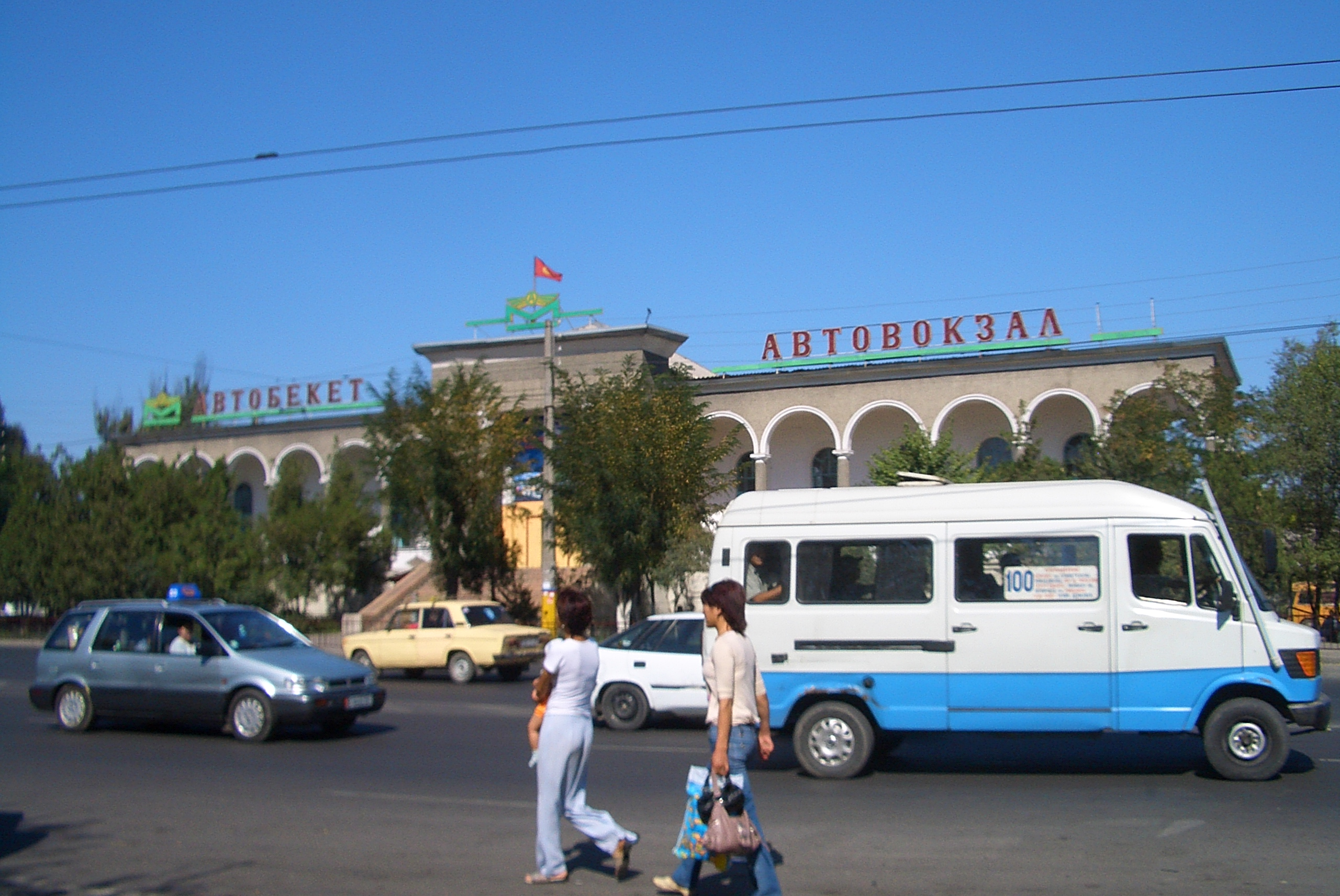
حافلة ركاب بيشكيك نموذجية تمر عبر محطة الحافلات الشرقية

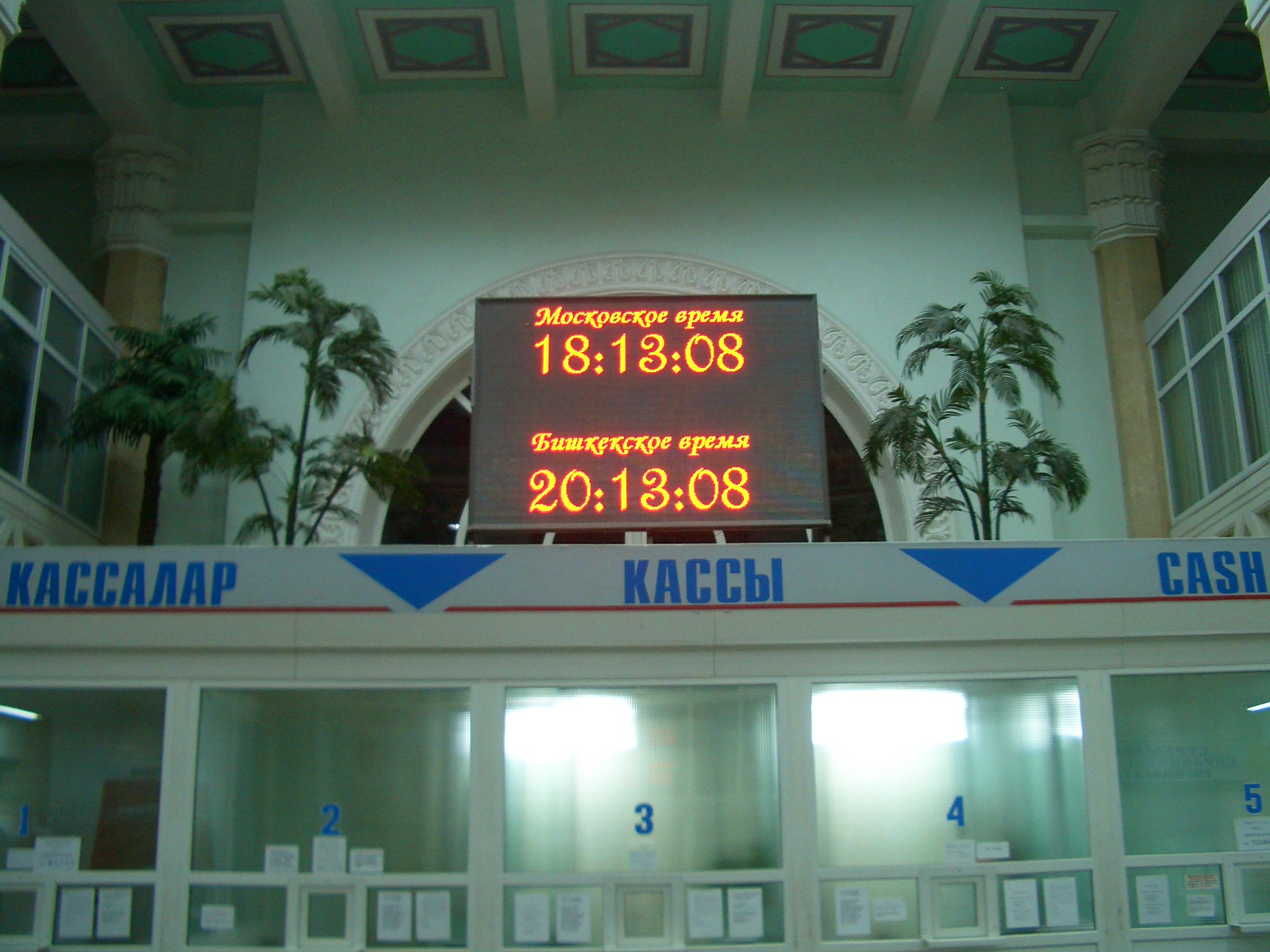
اللوحة الإلكترونية في القاعة الرئيسية لـ Bishkek-2 ، محطة القطار الرئيسية ، تُظهر Bishkek و Moscow time

### وسائل النقل العام
تشمل وسائل النقل العام الحافلات، والكهربائية حافلة الترولي، والشاحنات العامة (المعروفة باللغة الروسية باسم "marshrutka" "). تم تقديم أول خدمات الحافلات والحافلات في بيشكيك في عامي 1934 و 1951، على التوالي.
يمكن العثور على سيارات الأجرة في جميع أنحاء المدينة.
تفكر المدينة في تصميم وبناء نظام سكة حديدية خفيفة ((بالروسية:   скоростной трамвай )‏).

### ركاب وحافلات المسافات الطويلة
هناك محطتان رئيسيتان للحافلات في بيشكيك. تعد محطة الحافلات الشرقية القديمة الأصغر حجمًا المحطة الطرفية للحافلات الصغيرة المتجهة إلى وجهات مختلفة داخل الضواحي الشرقية أو خارجها تمامًا، مثل Kant ، توكموك، كيمين، [[Issyk] آتا] أو معبر الحدود كوردي.
تنطلق خدمات الحافلات والميني باص المنتظمة لمسافات طويلة إلى جميع أنحاء البلاد، وكذلك ألماتي (أكبر مدينة في كازاخستان) وكاشغر، الصين، تعمل معظمها من الأحدث محطة الحافلات الغربية الكبرى. فقط عدد أقل يعمل من المحطة الشرقية.
يحتوي بازار دوردوي على المشارف الشمالية الشرقية للمدينة أيضًا على محطات مؤقتة للحافلات الصغيرة إلى بلدات الضواحي في جميع الاتجاهات (من سوكولوك في الغرب إلى توكماك في الشرق)) حافلات تنقل التجار إلى كازاخستان وسيبيريا.

### السكك الحديدية
اعتبارًا من 2007 ، محطة سكة حديد بيشكيك -2 لا ترى سوى عدد قليل من القطارات يوميًا. يقدم خدمة قطار شهيرة لمدة ثلاثة أيام من بيشكيك إلى موسكو.
هناك أيضًا قطارات طويلة المسافة تغادر إلى سيبيريا (نوفوسيبيرسك ونوفوكوزنتسك)، عبر ألماتي، عبر تركيا، وإلى يكاترينبورغ (سفيردلوفسك)) في جبال الأورال، عبر نور السلطان. هذه الخدمات بطيئة بشكل ملحوظ (أكثر من 48 ساعة إلى يكاترينبورغ)، نظرًا للتوقف الطويل عند الحدود والطريق غير المباشر (يجب على القطارات أولاً التوجه غربًا لأكثر من 100 كيلومتر (62 ميل) قبل أن تدخل الطريق الرئيسي Turksib خط ويمكن أن تستمر إلى الشرق أو الشمال). على سبيل المثال، اعتبارًا من خريف عام 2008، كان من المقرر أن يستغرق القطار رقم 305 بشكيك يكاترينبرج 11 ساعة للوصول إلى تقاطع Shu - على بعد حوالي 269 كيلومتر (167 ميل) عن طريق السكك الحديدية، وأقل من نصف ذلك عن طريق البر.

### النقل الجوي
يخدم المدينة مطار Manas الدولي (IATA code FRU)، وتقع على بعد حوالي 25 كيلومتر (16 ميل) شمال غرب وسط المدينة، ويمكن الوصول إليها بسهولة بسيارة أجرة.
في عام 2002، حصلت الولايات المتحدة على الحق في استخدام مطار ماناس الدولي ك قاعدة جوية لعملياتها العسكرية في أفغانستان والعراق. قامت روسيا فيما بعد (2003) بإنشاء قاعدة جوية خاصة بها ([[Kant (قاعدة جوية] | Kant Air Base]]) بالقرب من Kant ، بعضها 20 كيلومتر (12 ميل) شرق بيشكيك. يقع مقرها في منشأة كانت موطنا لمدرسة تدريب رائدة عسكرية سوفيتية كبيرة؛ أحد طلابها، حسني مبارك، أصبح فيما بعد رئيسًا مصر.

## شخصيات بارزة
- ميخائيل فرونزي (1885-1925)، وبعده تم تسمية المدينة من 1926 إلى 1991
- ألكسندر ماشكيفيتش (من مواليد 1954)، رجل أعمال ومستثمر الملياردير الكازاخستاني الإسرائيلي
- روزا إساكوفنا أوتونباييفا (من مواليد 1950)، الرئيس الثالث لقرغيزستان
- جنكيز أيتماتوف (1928-2008)، كاتب وناشط عام
- Nasirdin Isanov (1943–1991)، أول رئيس وزراء لقرغيزستان
- تالانت دويشيبايف (من مواليد 1968)، مدرب كرة اليد ولاعب كرة اليد السابق (حصل على جائزة أفضل لاعب في العالم من القرن العشرين)
- فالنتينا شيفتشينكو (من مواليد 1988) وكيك بوكسر وبطولة UFC
- فلاديمير بيرلين (من مواليد 1942)، عازف التشيلو
- ناتاليا تسيجانوفا (من مواليد 1971)، حاصلة على 800 متر في بطولة العالم والأوروبية، ممثلة لروسيا
- Orzubek Nazarov (من مواليد 1966)، بطل الملاكمة الأمريكي السابق في وزن خفيف
- Salizhan Sharipov (من مواليد 1964)، أول رائد فضاء لجمهورية قرغيزستان المستقلة
- Tugelbay Sydykbekov (1912–1997)، كاتب

## المدن التوأم والمدن الشقيقة
المدن الشقيقة من بشكيك تشمل:
- ألماتي، كازاخستان
- نور سلطان، كازاخستان
- قزوين، إيران
- Colorado Springs ، كولورادو، الولايات المتحدة، منذ 1994
- Meriden، كونيتيكت، USA، منذ 2005
- أنقرة، تركيا، منذ عام 1992
- إزمير، تركيا
- أورومتشي، جمهورية الصين الشعبية
- مينسك، بيلاروسيا، منذ عام 2008
- Gumi ، منذ عام 1991

## معرض صور

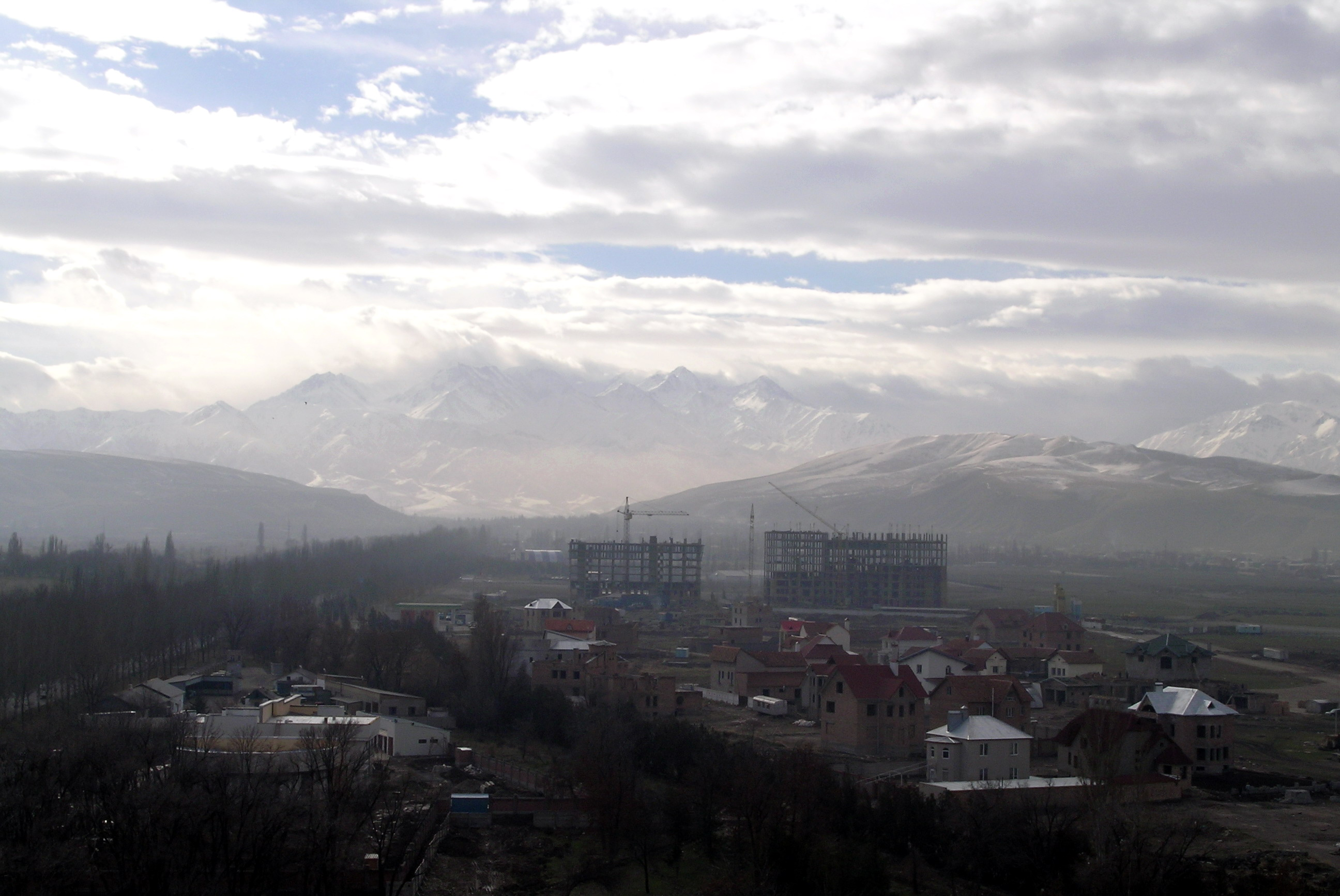
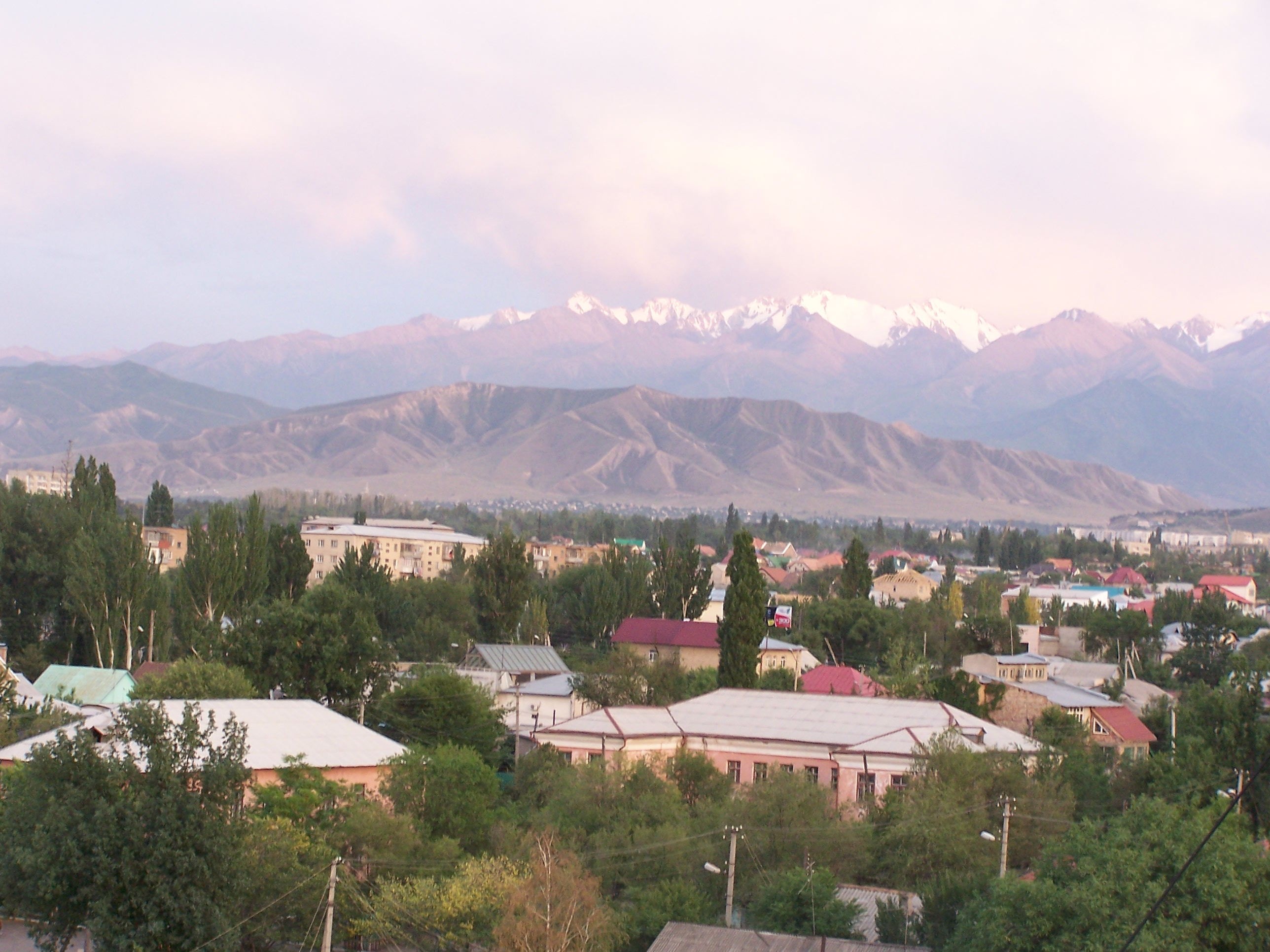
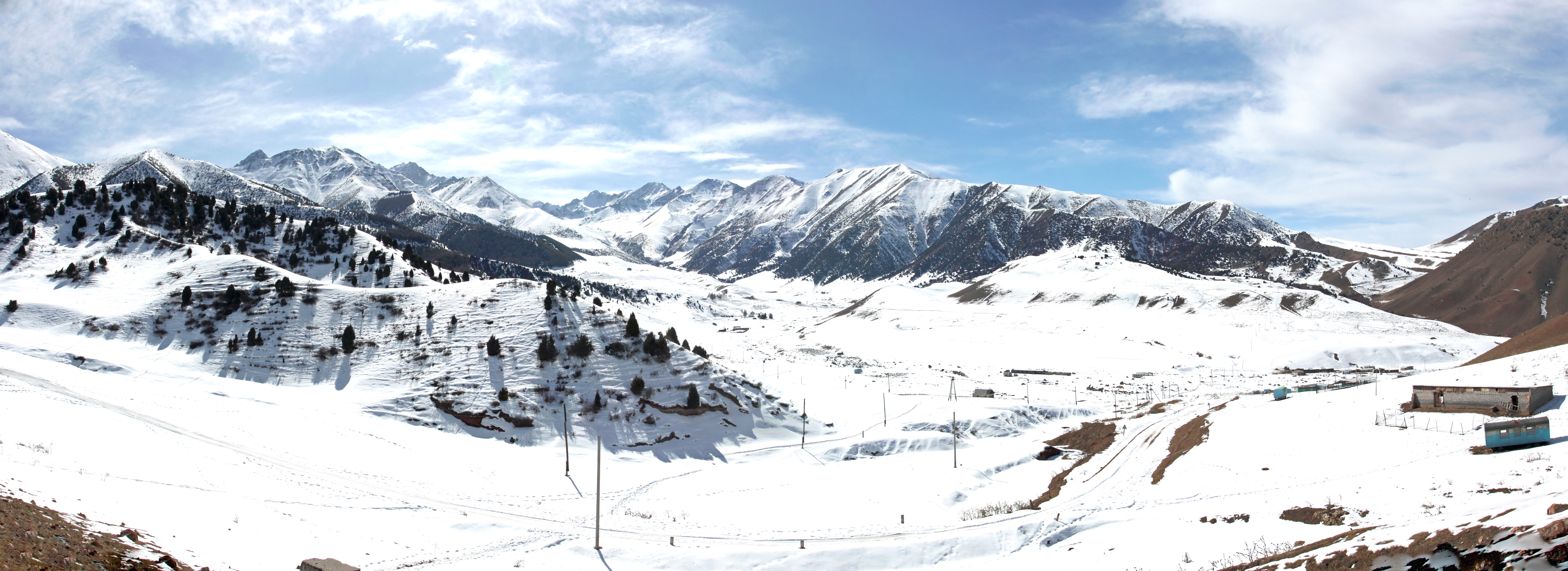
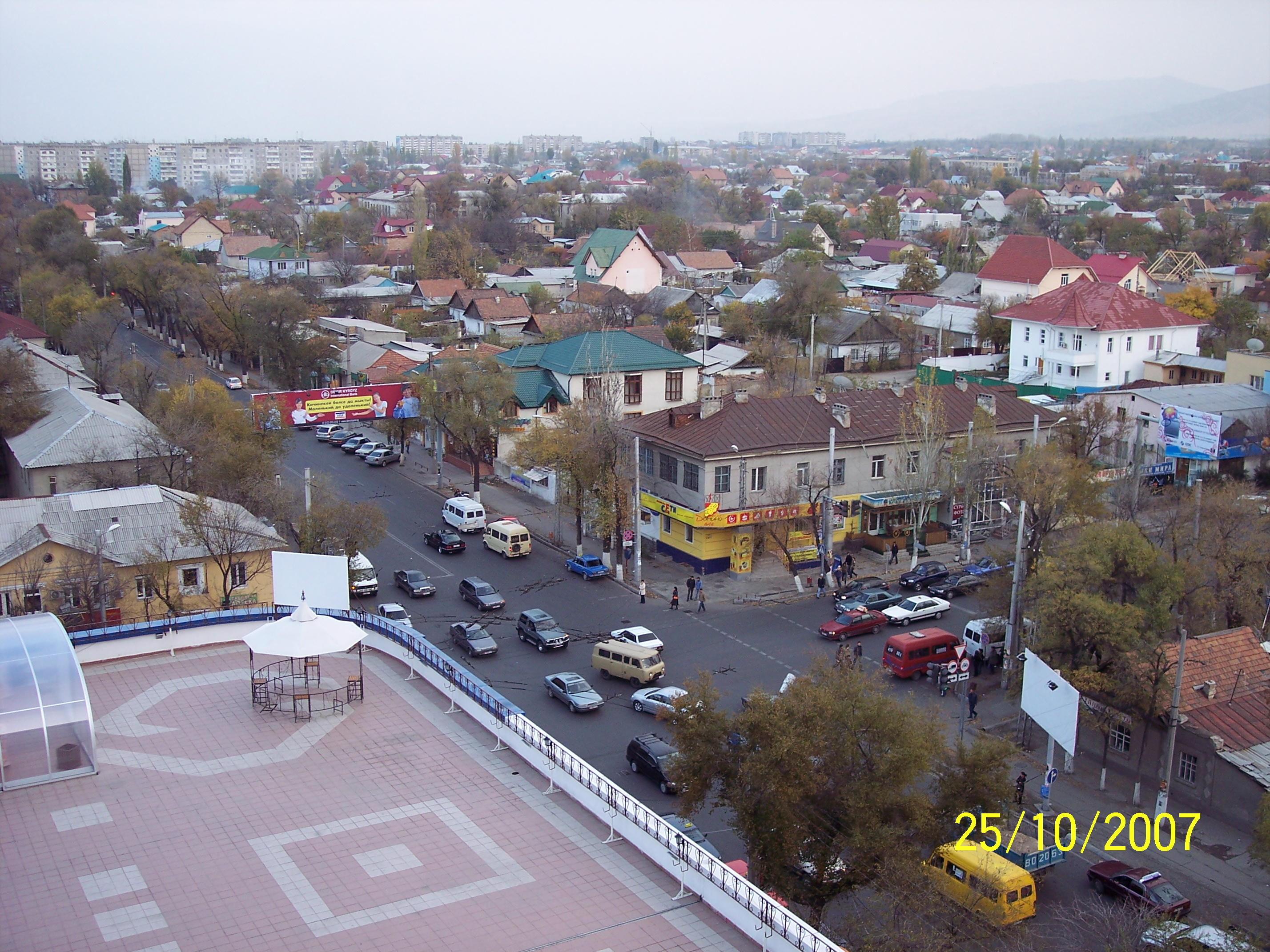